# Fish (rivière de Namibie)
Pour les articles homonymes, voir Fish et Fish (rivière).
La rivière Fish est une rivière au sud de la Namibie. D'une longueur de 650 km, elle est la plus longue rivière intérieure de Namibie. Coulant au milieu des Monts Naukluft, sa source est proche de Mariental et elle se jette dans le fleuve Orange à la frontière avec l'Afrique du Sud.
Si la rivière n'accueille aujourd'hui plus qu'un faible débit saisonnier (le cours peut être sec en hiver), la Fish est particulièrement connue pour avoir creusé le Canyon de la rivière Fish, de 160 km de longueur et allant jusqu'à 550 m de profondeur.